# 유녀전기

《유녀전기》(幼女戦記)는 카를로 젠이 집필한 일본의 라이트 노벨 작품이다. 일러스트는 시노츠키 시노부가 담당하고 있다.
페도필리아 투고 사이트 〈아카디아〉에서 연재를 시작하여, KADOKAWA 엔터브레인에서 2013년 10월 31일부터 간행되고 있다.
2016년 4월 26일부터, 토죠 치카 작화의 만화가 월간 콤프 에이스(KADOKAWA)에서 연재되고 있다.
TV 애니메이션화가 발표되었다.

## 등장 인물
※성우는 드라마 CD 성우 / 애니메이션 성우로 표기한다.

타냐 데그레챠프 중령(애니 내에서 준위에서 소령까지 진급했고, 영화에서 중령으로 진급한다)
```
 빅토리야 이바노프나 세레브랴코프 중위
 요한 바이스 소령
 노히만 중위
 그란츠 중위
 케니히 중위
 이하 203마도대대 대원들
 에리히 폰 레르겐 대령
 한스 폰 제투아 소장
 컬트 폰 루델도르프 소장
 존재 X
 등등
```

## 간행 목록
카를로 젠 (著) / 시노츠키 시노부 (일러스트), KADOKAWA 엔터브레인, 6권 간행 (2016년 7월 기준)
1. 幼女戦記 1: Deus lo vult(신께서 그리 바라신다) - 2013년 10월 31일 발매, ISBN 978-4-04-729173-7
2. 幼女戦記 2: Plus Ultra(좀 더 좀 더) - 2014년 5월 31일 발매, ISBN 978-4-04-729569-8
3. 幼女戦記 3: The Finest Hour(가장 훌륭한 시간) - 2014년 11월 29일 발매, ISBN 978-4-04-730037-8
4. 幼女戦記 4: Dabit deus his quoque finem.(신께서 이 모든것들도 끝내주실거다) - 2015년 6월 29일 발매, ISBN 978-4-04-730474-1
5. 幼女戦記 5: Abyssus abyssum invocat(깊은 부름) - 2016년 1월 30일 발매, ISBN 978-4-04-730902-9
6. 幼女戦記 6: Nil admirari(이상할것 없다(=당연하지)) - 2016년 7월 30일, ISBN 978-4-04-734210-1

※라틴어 뒤 ( )는 번역

## TV 애니메이션
2017년 1월부터 3월까지 AT-X, 도쿄 MX 외에서 방영되었다.
줄거리
1화
1화에서는 참호전을 배경으로 한다.
제 205소대를 배경으로
타냐 데그레챠프를 보여준다.
현재 이 시기는 제국과 공화국이 전쟁 중이며,제 1차 세계대전의 모습을 보여주고 있다.
이 1화에서 타냐 데그레챠프의 능력과 인성,
그녀를 보는 시선을 설명해주는 화이다.
1화를 보고 호불호가 갈린다.